# 久久原站
久久原站（日语：／ Kuguhara eki */?）是位於日本岡山縣都窪郡早島町，隸屬於西日本旅客鐵道（JR西日本）宇野線的車站，同時也屬於通往四國的瀨戶大橋線的一部份，但只限普通列車才會停靠。車站編號為JR-L07及JR-M07。本站受惠於2009年備中箕島站至茶屋町站間複線化工程，並增建第2月台。
根據岡山縣統計年報，本站近年來都是宇野線上使用人數最少的車站。

## 車站結構
本站自啟用以來便採用簡易車站模式。車站建於路堤上，以月台中央的樓梯為出入口、連接月台及路面。車站並沒有獨立的站房，取之代之的是以建於盛土的月台與候車室，並在內裝設自動售票機餋解決。
2009年1月25日，本站附近完成複線化改善工程，增設了下行的第2月台，使車站由原來只有1個側式月台，擴展為擁為2個對應側式月台的列車可交換車站。車站全長145米，有效長度為7輛，現時上行方向為雙線行車、下行則仍為單線路段，下行列車在離開車站後約1公里後會重新拼入原來路軌，返回單線路段。
月台間以向茶屋町站方向的末端，位於車站外的的平交道連接。月台配置相對較為簡潔，為全露天設計，各月台上只設有1座有蓋候車室，候車室內則各擺放了一部兼備簡易式ICOCA感應器及具收票功能的電子驗票閘門一部。

### 月台配置
| 月台 | 路線                | 方向 | 目的地         |
| ---- | ------------------- | ---- | -------------- |
| 1    | 瀨戶大橋線 宇野港線 | 上行 | 岡山方向       |
| 2    | 瀨戶大橋線 宇野港線 | 下行 | 兒島、宇野方向 |

## 歷史
- 1952年3月20日：宇野線早島～茶屋町間新設站而開業。
- 1987年4月1日：國鐵分割民營化，車站營運權交由西日本旅客鐵道承繼。
- 2007年：

- 7月15日：裝置對應ICOCA的簡易式讀咭機。
- 9月1日：ICOCA可以使用ICOCA。

- 2009年1月25日：路線複線化[2]，增設下行的2號月台。

## 每日乘客人數
| 乗車人員推算 | 乗車人員推算 |
| 年度         | 1日平均人數  |
| ------------ | ------------ |
| 1999         | 21           |
| 2000         | 23           |
| 2001         | 26           |
| 2002         | 27           |
| 2003         | 25           |
| 2004         | 27           |
| 2005         | 30           |
| 2006         | 27           |
| 2007         | 44           |
| 2008         | 49           |
| 2009         | 47           |
| 2010         | 52           |
| 2011         | 51           |
| 2012         | 51           |
| 2013         | 52           |
| 2014         | 54           |
| 2015         | 56           |
| 2016         | 63           |
| 2017         | 70           |
| 2018         | 75           |
| 2019         | 75           |
| 2020         | 62           |

## 相鄰車站
西日本旅客鐵道
 宇野港線、 瀨戶大橋線（宇野線）
早島（JR-L06/JR-M06）－久久原（JR-L07/JR-M07）－茶屋町 （JR-L08/JR-M08）

## 外部連結
- JR西日本久久原站官方網站。 （页面存档备份，存于）